# Richmond (Virgínia)
Richmond é uma cidade independente e capital do estado norte-americano da Virgínia. Foi fundada em 1607 e incorporada em maio de 1782.
Esta cidade tornou-se famosa por ser a capital dos Estados Confederados da América durante a Guerra Civil Americana, entre 1861 e 1865.

## Geografia
De acordo com o United States Census Bureau, a cidade tem uma área de 162 km², dos quais 155,2 km² estão cobertos por terra e 6,8 km² por água.

## Demografia
Segundo o censo nacional de 2020, a sua população é de 226 610 habitantes e sua densidade populacional é de 1 484,8 hab/km². É a quarta cidade mais populosa da Virgínia e a 105ª mais populosa do país. Possui 98 349 residências que resulta em uma densidade de 634,9 residências/km².

## Marcos históricos
O Registro Nacional de Lugares Históricos lista 249 marcos históricos em Richmond. Os primeiros marcos foram designados em 15 de outubro de 1966 e o mais recente em 18 de novembro de 2019. Existem 17 Marco Histórico Nacional na cidade, que inclui o Capitólio Estadual da Virgínia e a sepultura de James Monroe.